# Nijmegen Eendracht Combinatie 2019-2020
Questa voce raccoglie le informazioni riguardanti il Nijmegen Eendracht Combinatie nelle competizioni ufficiali della stagione 2019-2020.

## Rosa
Aggiornata al 11 ottobre 2019.
| N. |                        | Ruolo | Calciatore                 |
| -- | ---------------------- | ----- | -------------------------- |
| 1  | Paesi Bassi (bandiera) | P     | Mattjs Branderhorst        |
| 3  | Paesi Bassi (bandiera) | D     | Rens van Eijden (capitano) |
| 4  | Rep. Ceca (bandiera)   | D     | Josef Kvida                |
| 5  | Paesi Bassi (bandiera) | D     | Bas Kuipers                |
| 6  | Paesi Bassi (bandiera) | C     | Tom van de Looi            |
| 8  | Belgio (bandiera)      | C     | Jellert van Landschoot     |
| 9  | Slovenia (bandiera)    | A     | Etien Velikonja            |
| 10 | Germania (bandiera)    | C     | Jonathan Okita             |
| 11 | Paesi Bassi (bandiera) | C     | Randy Wolters              |
| 12 | Paesi Bassi (bandiera) | C     | Mart Dijkstra              |
| 14 | Paesi Bassi (bandiera) | C     | Tom Overtoom               |

| N. |                        | Ruolo | Calciatore           |
| -- | ---------------------- | ----- | -------------------- |
| 15 | Paesi Bassi (bandiera) | D     | Niek Hoogveld        |
| 16 | Paesi Bassi (bandiera) | D     | Souffian El Karouani |
| 17 | Paesi Bassi (bandiera) | A     | Ole Romeny           |
| 20 | Marocco (bandiera)     | C     | Ayman Sellouf        |
| 21 | Paesi Bassi (bandiera) | C     | Zian Flemming        |
| 22 | Paesi Bassi (bandiera) | P     | Norbert Alblas       |
| 26 | Paesi Bassi (bandiera) | D     | Cas Odenthal         |
| 28 | Paesi Bassi (bandiera) | D     | Bart van Rooij       |
| 30 | Paesi Bassi (bandiera) | D     | Frank Sturing        |
| 31 | Paesi Bassi (bandiera) | P     | Job Schuurman        |
| 34 | Paesi Bassi (bandiera) | C     | Terry Lartey Sanniez |